# گنادی پادالکا
گنادی ایوانوویچ پادالکا (به روسی: Геннадий Ива́нович Па́далка) فضانورد اهل روسیه است که در ۲۱ ژوئن ۱۹۵۸ در کراسنودار زاده شد. وی در مأموریت سایوز تی‌ام-۲۸، سایوز تی‌ام‌ای-۴، اکسپدییشن ۹، سایوز تی‌ام‌ای-۱۴، اکسپدییشن ۱۹، ۲۰، سایوز تی‌ام‌ای-۰۴ام، اکسپدییشن ۳۱، اکسپدییشن ۳۲ حضور داشته‌است.
وی با ۸۷۹ روز اقامت در فضا صاحب رکورد جهانی است.